# Bouzalkovo
Buzallkovë (en macédonien Бузалково, en albanais Buzallkovë) est un village du centre de la Macédoine du Nord, situé dans la municipalité de Vélès. Le village comptait 1 456 habitants en 2002.

## Démographie
Lors du recensement de 2002, le village comptait :
- Albanais : 1 443
- Turcs : 3
- Macédoniens : 2
- Autres : 8